# Classe Pedro Teixeira

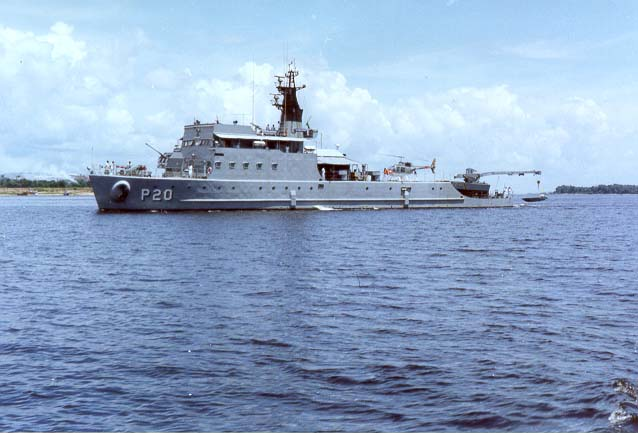
NPaFlu Pedro Teixeira (P-20).

A Classe Pedro Teixeira é uma classe de navios patrulha fluvial (NPaFlu) da Marinha do Brasil, construídos no Arsenal de Marinha do Rio de Janeiro e incorporados à Armada no ano de 1973.
Estes navios fazem parte da Flotilha do Amazonas, subordinada ao 9º Distrito Naval, sediado em Manaus.
Cada embarcação desta classe opera duas lanchas de ação rápida (LAR), manobradas por um guindaste na popa, com capacidade para até 15 homens e armadas com 2 metralhadoras 7,62 mm. Possuem alojamento para transportar 30 fuzileiros. Por isso, também servem de meio para a ação dos fuzileiros navais do Batalhão de Operações Ribeirinhas.

## Lista de Navios
- NPaFlu Pedro Teixeira (P-20)
- NPaFlu Raposo Tavares (P-21)

## Características
- Deslocamento: 690 ton (padrão) / 900 ton (plena carga) [1]
- Dimensões (metros): 63,3 x 9,7 x 1,7
- Tripulação: 60
- Velocidade: 16 nós
- Raio de Ação: 6.800 milhas a 13 nós
- Armamento: 1 canhão Bofors 40 mm; 6 metralhadoras 12,7mm; e 2 morteiros 81mm
- Helicóptero: 1 UH-12 Esquilo
- Construtor: Arsenal de Marinha do Rio de Janeiro